# Rio Babovici
O Rio Babovici é um rio da Romênia afluente do rio Putna, localizado no distrito de Vrancea.